# Ayşe Tütüncü

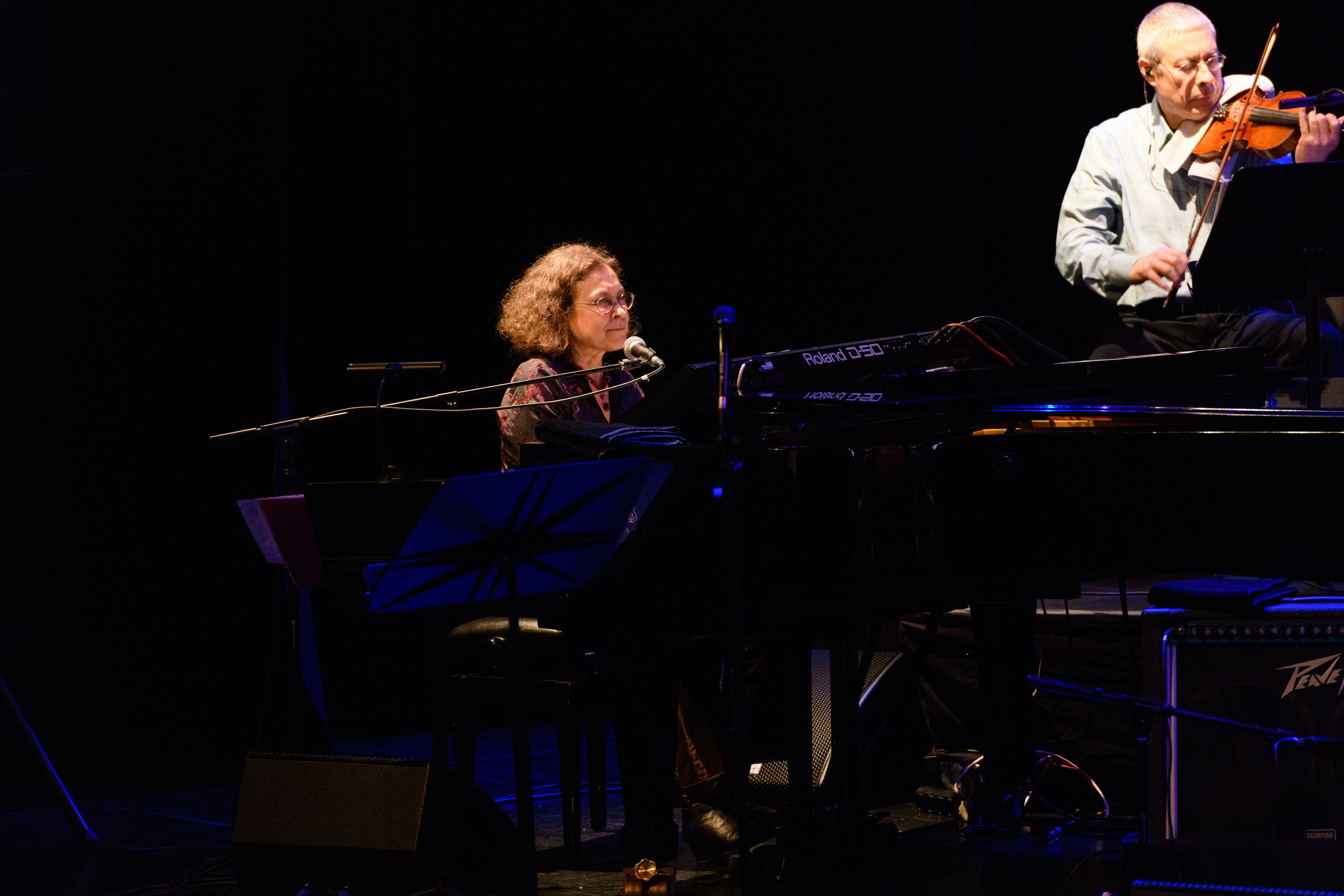
Ayşe Tütüncü am Klavier (2020)

Ayşe Tütüncü (* 1960 in Adana) ist eine türkische Jazzpianistin und Komponistin.

## Leben und Wirken
Tütüncü begann fünfjährig mit dem Gitarrenspiel. Ab dem siebten Lebensjahr erhielt sie Klavierunterricht. Sie hat zunächst klassische türkische Musik gelernt, bevor sie den Jazz entdeckte. 1983 gründete sie ihre erste, weltmusikalisch orientierte Gruppe, Mozaik, die bis 1995 bestand und vier Alben veröffentlichte, die in der Türkei große Beachtung fanden. Daneben spielte sie mit der Gruppe Kömür, in der das Augenmerk stärker auf Improvisation gelegt war.
1995 gründete sie das Ayse Tütüncü Piano Percussion Ensemble, das wegen seiner ungewöhnlichen Besetzung mit Klavier, unterschiedlichen Perkussionsinstrumenten und Bassklarinette und seines Albums Variations (1999) europaweit von der Kritik beachtet wurde. Es präsentierte sein Programm auf vielen europäischen Festivals, etwa dem North Sea Jazz Festival oder dem Traumzeit-Festival. Mit dem Klarinettisten Oğuz Büyükberber und dem Saxophonisten Yahya Dai gründete sie dann das Ayse Tütüncü Trio, das 2005 sein Debütalbum Carnivalesque bei Blue Note Records veröffentlichte. Mit dieser Combo und ihrem Quartett trat sie beim Moers Festival, auf der Bremer Jazzahead und bei Women in Jazz in Halle auf.
Tütüncü arbeitete auch mit dem Songschreiber Bülent Ortaçgil, der Folkgruppe Yeni Türkü und der Rockband Bulutsuzluk Özlemi. Ferner begleitete sie die Sängerin Sumru Agiryürüyen und trat 1999 mit Butch Morris auf.
Weiterhin schrieb sie Musik für Filme und Theaterproduktionen und unterrichtete an der Musikakademie in Istanbul.